# WWE SmackDown vs. Raw 2008
WWE SmackDown vs. Raw 2008 là 1 game đô vật đối kháng với các các phiên bản chạy trên những nền máy PlayStation 2, PlayStation 3, Xbox 360, Wii consoles và 2 nền máy cầm tay PlayStation Portable, Nintendo DS handheld consoles, được ra mắt bởi THQ và phát triển bởi YUKE's Future Media Creators.
Game cũng sẽ là phiên bản mới nhất trong loạt game series WWE SmackDown! thể theo đô vật biểu diễn của World Wrestling Entertainment (WWE). Đây là sự tiếp nối WWE SmackDown vs. Raw 2007 của năm 2006, và là game đầu tiên có sự xuất hiện của ECW. Và đây cũng là game WWE đầu tiên được phát hành những 7 phiên bản trên các nền máy khác nhau (như đã kể trên và bao gồm cả Điện Thoại Di Động).
WWE SmackDown vs. Raw 2008 đã được các nhà phê bình trao giải 2007 Game Critics Award cho thể loại game đối kháng hay nhất.

## Đặc tính
Mỗi đô vật sẽ có 2 kiểu đánh, 1 chính và 1 phụ. Mỗi kiểu đánh sẽ có những lợi thế và bất lợi riêng trong từng trận đấu khác nhau. Nói chung, có tất cả tám lối đánh bao gồm high-flyer, hardcore, submission artist, powerhouse, showman, brawler, dirty và technical. Chiêu thức đặc biệt của các đô vật sẽ được dựa theo kiểu đánh chính của từng người.
Một hệ thống "struggle submission" (những đòn khóa) mới đã được giới thiệu, hợp nhất với từng tay cầm điều khiển khác nhau vào trong game. Người chơi bây giờ có thể quyết định sẽ sử dụng bao nhiêu sức mạnh vào các thế khóa thông qua cần gạt của tay cầm. Tương tự, người chơi bị kẹp trong các thế khóa cũng phải sử dụng sức mạnh để thoát ra với cần gạt tay của tay cầm.
Chế độ Season mode (Thi đấu theo mùa) và General manager mode (Quản lý show) sẽ được gộp chung thành chế độ WWE 24/7. Thay vì người chơi đánh theo cách của họ qua bảng xếp hạng của WWE trong game đế tranh được 1 đai tại Wrestle Mania, cách duy nhất là người chơi phải trở thành 1 WWE legend và cuối cùng được giới thiệu vào WWE Hall of Fame bằng việc hoàn tất 1 danh sách các mục tiêu cần làm.Phụ thuộc vào việc đô vật mà người chơi thiết lập như thế nào, mức độ khó và thời gian, nó làm cho việc trở thành 1 Legend sẽ thay đổi.

Logo WWE SmackDown vs. Raw 2008 cùng với ECW

Đồng thời, SVR 2008 sẽ là tựa game đầu tiên trong loạt series có sự xuất hiện của ECW, sẽ được coi ngang bằng với 2 show Raw & Smackdown!, phát biểu bởi THQ như là "Sự xâm lấn của ECW" (ECW Invasion). Dù có sự xuất hiện của 1 show mới, game sẽ vẫn giữ tên nguyên bản SmackDown! vs. RAW của series, mặc dù trên logo xuất hiện gần đây bao gồm dòng chữ "ECW Invasion". Cory Ledesma cũng đã phát biểu rằng ông đã lập kế hoạch để làm lại những động tác của các đô vật.
Sẽ có sự khác biệt trong phiên bản Nintendo DS của trò chơi. Game sẽ sử dụng màn hình cảm ứng của thiết bị cầm tay để điều khiển hoạt động của các đô vật trên sàn. Phiên bản Nintendo DS sẽ sử dụng hoạt động nhiều người chơi kết nối không dây, cũng như minigames huấn luyện. Tuy nhiên, sẽ là những hạn chế trên nền máy Nitendo DS so với những phiên bản khác, như số lượng đô vật chỉ có 20 người và ý định giữ kiểu Season Mode hơn là WWE 24/7.
Game đã được thông báo rằng THQ sẽ cho phép download đô vật xuống phiên bản trên máy PS3, tuy nhiên, việc này không được áp dụng cho người dùng XBOX 360 và Nintendo Wii.
Trên phiên bản Wii sẽ tận dụng điều khiển từ xa của Wii và tay cầm Nunchuck thông qua chức năng cảm nhận chuyển động để tạo ra những đòn tấn công khác nhau. Ví dụ, những cú đấm và những đòn chặt sẽ được thực hiện bằng việc quất điều khiển Wii với những phương hướng khác nhau, trong khi việc thực hiện thế vật như đòn powerbomb sẽ yêu cầu người chơi nâng lên đối thủ bằng việc nâng điều khiển Wii lên và đẩy xuống để vật đối thủ.

## Danh sách các đô vật thông báo sẽ có mặt
Các đô vật
| - Batista - Bobby Lashley - Chavo Guerrero - Chris Masters - CM Punk - Edge - Elijah Burke - Jeff Hardy - John Cena - Kane | - Kevin Thorn - Marcus Cor Von - Randy Orton - Rey Mysterio - Ric Flair - The Sandman - Shawn Michaels - Snitsky - Triple H - Umaga - The Undertaker |

Divas
| - Ashley Massaro |

Các trọng tài
| - Mike Chioda - Nick Patrick |

Các bình luận viên 
| - RAW - Jim Ross - Jerry "The King" Lawler | - ECW - Joey Styles - Tazz | - SmackDown! - Michael Cole - JBL |

## Các thể loại trận đấu
Những thể loại trận đấu thông báo sẽ có trong trò chơi
| - Hell in a Cell - Ladder Match - Hardcore Match/Extreme Rules - First Blood - Last Man Standing |

## Những khu vực có thể thi đấu
Chương trình TV
- RAW
- ECW
- SmackDown!

Pay-Per-View
- WWE Armageddon 2006
- WWE Judgement Day 2007[14]

## Các bài nhạc
- Nonpoint [15] (chưa có tên bài hát)
- Sevendust [16]

## Các trang web liên quan
- Official website Lưu trữ ngày 21 tháng 11 năm 2011 tại Wayback Machine
- WWE SmackDown vs. Raw 2008 (NDS) Lưu trữ ngày 28 tháng 8 năm 2007 tại Wayback Machine | (PS2) Lưu trữ ngày 30 tháng 9 năm 2007 tại Wayback Machine | (PS3) Lưu trữ ngày 1 tháng 9 năm 2007 tại Wayback Machine | (PSP) Lưu trữ ngày 24 tháng 8 năm 2007 tại Wayback Machine | (Wii) Lưu trữ ngày 30 tháng 9 năm 2007 tại Wayback Machine | (Xbox 360) Lưu trữ ngày 30 tháng 9 năm 2007 tại Wayback Machine at GameSpot
- WWE SmackDown vs. Raw 2008 (NDS) | (PS2) Lưu trữ ngày 21 tháng 8 năm 2007 tại Wayback Machine | (PS3) Lưu trữ ngày 23 tháng 11 năm 2007 tại Wayback Machine | (PSP) | (Wii) Lưu trữ ngày 22 tháng 5 năm 2011 tại Wayback Machine | (Xbox 360) at IGN